# Pel di Carota (serie animata)
Pel di Carota (Poil de Carotte) è una serie animata francese del 1997, ispirata all'omonimo romanzo di Jules Renard. 

## Trama
Pel di Carota è un ragazzo di dodici anni circa che vive un'esistenza sfortunata, poiché viene costantemente tormentato dai due odiati fratellastri, Felix ed Ernestine, e maltrattato maleducatamente dalla sua terribile matrigna, che cerca di impedire al giovane di visitare i suoi amici. Il padre, figura autorevole e imparziale, è continuamente assente per motivi di lavoro e Pel di Carota non ha di conseguenza nessuno con cui confidarsi. Il giovane comunque non si arrenderà e vivrà numerose avventure, sempre a lieto fine, con impegno, ironia e coraggio.

## Personaggi
- Pel di Carota. È il protagonista della serie animata, un ragazzo allegro e simpatico, ma nei suoi confronti viene costantemente maltrattato dalla sua infida e maleducata matrigna. Ha due figli, Felix ed Ernestine, che privilegia rispetto al figliastro.
- Felix Lepic. È il fratellastro di Pel di Carota; tratta male quest'ultimo come sua madre, infastidendolo o rendendolo vittima di scherzi crudeli.
- Ernestine Lepic. È la sorellastra di Pel di Carota e sorella di Felix. Seppur sia meno malvagia del fratello, anche lei ama mettere in cattiva luce Pel di Carota.
- Honorine e Agatha. Sono le due domestiche di casa Lepix: dopo che la prima sarà licenziata (episodio 11), Agatha prenderà il suo posto.
- Mathilde, Rémi e Pierrot. Sono i tre migliori amici di Pel di Carota.

## Doppiaggio
Nella tabella sono presenti le informazioni relative al doppiaggio italiano di Pel di Carota.
| Personaggio     | Voce francese      | Voce italiana      |
| --------------- | ------------------ | ------------------ |
| Pel di Carota   | Charles Pestel     | Paola Majano       |
| Signor Lepic    | Hervé Caradec      | Fabrizio Temperini |
| Signora Lepic   | Pascale Jacquemont | Veronica Pivetti   |
| Felix Lepic     | Christophe Lemoine | Nanni Baldini      |
| Ernestine Lepic | Sybille Tureau     | Perla Liberatori   |
| Mathilde        | Charlyne Pestel    | Gemma Donati       |
| Fabrice         | Patrice Baudrier   | Roberto Draghetti  |

## Episodi
Nella tabella sono presenti i titoli francesi ed italiani degli episodi di Pel di Carota.
| N° | Titolo francese          | Titolo italiano               |
| -- | ------------------------ | ----------------------------- |
| 1  | Les boutons d'or         | I bottoni d'oro               |
| 2  | Julot                    | Un nuovo amico                |
| 3  | Le hérisson              | Il riccio                     |
| 4  | Pollux                   | L'anatra                      |
| 5  | La pièce d'argent        | La moneta d'argento           |
| 6  | Le ruban                 | Il nastro di seta             |
| 7  | Le concours              | Il concorso                   |
| 8  | La mer                   | Il mare                       |
| 9  | Le livre défendu         | Il libro proibito             |
| 10 | La mi carême             | Il ballo in maschera          |
| 11 | Honorine                 | Honorine se ne va             |
| 12 | Le cerf volant           | L'aquilone                    |
| 13 | L'hameçon                | Il rapimento di Finette       |
| 14 | La chasse                | Pel di Carota va a caccia     |
| 15 | Les moutons              | Le pecore                     |
| 16 | La lanterne magique      | La lanterna magica            |
| 17 | La montgolfière          | La mongolfiera                |
| 18 | Le cirque                | Il circo                      |
| 19 | Les patins               | La gara sul fiume di ghiaccio |
| 20 | Le télescope             | Il telescopio                 |
| 21 | La grotte mystèrieuse    | La grotta misteriosa          |
| 22 | Le voyage à Paris        | Le meraviglie del progresso   |
| 23 | La péniche               | Vita all'aria aperta          |
| 24 | Le château de Montdragon | Il castello di Mondragone     |
| 25 | L'electricité            | L'elettricità                 |
| 26 | Le rêve                  | Il sogno                      |

## Differenze con il romanzo
Essendo un cartone animato, il protagonista è stato reso molto meno cinico che nel romanzo, e reso estremamente simpatico e coraggioso. La madre (qui matrigna, seconda moglie del padre) e i fratellastri sono meno malvagi con Pel di Carota che nel libro, come del resto il padre è più vicino al figlio e meno sottomesso nei confronti della moglie, affermandosi come una figura imparziale e autorevole.

## Distribuzione

### Quebec
La serie ha avuto la prima visione su Canal Famille dal 2 settembre 1997.

### Italia
In Italia Pel di Carota è stato trasmesso su Rai 1 dall'aprile 1998, e successivamente su Rai 2; ci sono state inoltre delle repliche su Rai Gulp nell'aprile 2008. Non sono presenti edizioni home video. 

### Francia
In Francia Pel di Carota è stato trasmesso dal 30 giugno 1999 su TF1 e TF! Jeunesse, con repliche sugli stessi canali dal 20 agosto 2004 ed infine ulteriori repliche dal 27 giugno al 22 luglio 2005 su France 5. La serie è stata pubblicata in VHS, sia nel settembre 1998 (sotto licenza TF1 Vidéo), sia il 7 agosto 2000 (sotto licenza Une Vidéo).